# Estación Central de Múnich
La Estación Central de Múnich (en alemán München Hauptbahnhof) es la principal estación de ferrocarril de la ciudad de Múnich, Alemania. Es una de las tres estaciones de larga distancia de la ciudad, siendo las otras München-Pasing y München Ost. La estación central recibe cerca de 450 000 pasajeros al día, lo que la sitúa a la par con otras grandes estaciones de Alemania, como la Hamburg Hauptbahnhof y Frankfurt Hauptbahnhof. Es una de las 21 estaciones clasificadas por el Deutsche Bahn como estación de categoría 1. La estación principal es una estación terminal con 32 plataformas.

## Historia
La primera estación de Múnich fue construida unos 800 metros hacia el oeste en 1839. La estación erigida en el sitio actual fue inaugurada en 1848 y ha sido reconstruida en numerosas ocasiones, incluso para reemplazar el edificio de la estación principal, que sufrió graves daños durante la Segunda Guerra Mundial.

### Remodelación
Los planes para una extensa remodelación de la estación fueron presentados en 2015 y aprobados en 2017 y 2018. El proyecto consta de un nuevo edificio, con un diseño más unificador y moderno que rodea la sala central de la plataforma junto con una nueva zona peatonal hacia Karlsplatz. Se construirá además una nueva torre de oficinas de 75 metros en la parte noroeste para ser utilizada por el departamento de administración de Deutsche Bahn.

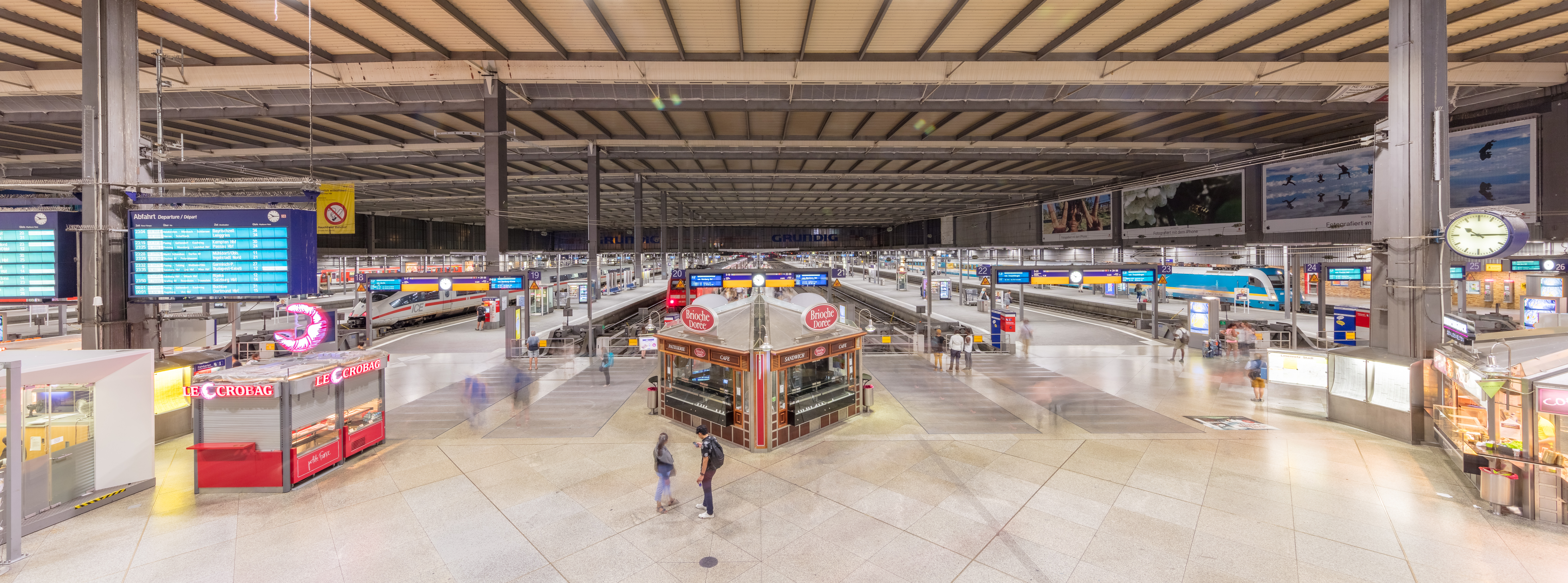
Interior de la estación.

### Lecturas relacionadas
- Markus Hehl (2003). Verkehrsknoten München (en alemán). Freiburg: EK-Verlag. ISBN 3-88255-255-7.
- Klaus-Dieter Korhammer; Armin Franzke; Ernst Rudolph (1991). Drehscheibe des Südens – Verkehrsknoten München (en alemán). Darmstadt: Hestra-Verlag. ISBN 3-7771-0236-9.
- Wolfgang Süß (1954). Die Geschichte des Münchner Hauptbahnhofes (en alemán). Tellus-Verlag.